# Ambicodamus emu
Ambicodamus emu är en spindelart som beskrevs av Harvey 1995. Ambicodamus emu ingår i släktet Ambicodamus och familjen Nicodamidae.
Artens utbredningsområde är Queensland. Inga underarter finns listade i Catalogue of Life.